# マーク・アンドレ
マーク・アンドレ（Marc André, 1964年5月10日 -）はフランスの現代音楽の作曲家。2007年以降はドイツ式にMark Andreと綴っており、楽譜の表紙もそうなっている。現在はドイツ在住。

## 略歴
パリ音楽院でジェラール・グリゼイとクロード・バリフの元で基礎を修めた後、エコール・ノルマルやルネサンス高等研究所でも学び、アルス・スブティリオルの論文で博士号取得。しかし、彼が頭角を現すのはフランスの音楽界を飛び出し、ドイツへ渡ってシュトゥットガルトでヘルムート・ラッヘンマンにゾリステンクラッセで師事して以降である。彼のKAIROSのソロアルバムにはラッヘンマンが序文を寄せる。後にアカデミー・シュロース・ソリチュードの奨学金も獲て、ダルムシュタットの夏期講習会でデビュー。クラーニヒシュタイナー音楽賞、シュトゥットガルト音楽賞を含むさまざまな音楽賞を受賞してから、現在の地位にいたる。多くの委嘱に答える中、フランクフルト音楽大学の講師を務めていたが、現在はドレスデン音楽大学の作曲科の教授である。
ドイツ語圏のヨーロッパで絶大な支持を受けるアンドレだが、英語圏と日本語圏とロシア語圏ではまったくオーケストラ曲の上演がない。このことは、2010年代に入ってから議論されている。

## 作風
本人がフランス・ユグノー派のプロテスタントであるために宗教的な作品が多く、その大半は聖書の黙示録から取られた「世界の終末的」な主題の作品である。電子音楽の経験から「ABII」のように、FFFで全音域を覆う作風でスタートしたが、やがてラッヘンマン譲りの沈黙と深い低音の淀みが作風に採りいれられる。パラメータ表示がブライアン・ファーニホウよりも精緻で、時には14:11のような非合理な時価が三重に掛けられている。半音でも四分音でもない特殊な微分音の指定や特殊奏法が多く盛り込まれて、楽譜の段数が多く細分化されるときもある。
近年の作風はPPPPPの枠内で弦をこすり続ける運動の微細な変化のみのチェロ作品が書かれるなど、心境の変化をうかがわせる（KAIROSのソロアルバムに入っているのも同様）が、読譜の困難さは上がる一方であり、五線譜が用いられない瞬間も多い。伝統的な記譜が師のラッヘンマン以上に廃されており、楽譜を一見しただけではどのような音響なのか想像しにくいのも特徴の一つであったが、近年の2010年代以降の作品は停滞した音響が多い。作品はDurand-Salabert-Eschig社、カルス出版社、リコルディ出版社、ペータース音楽出版社から発売または貸与されている。

## 作品
- Un-Fini III (1993-1995) für Klavier
- Le loin et le profond für Ensemble (1994-1996)
- Fatal für Ensemble (1995)
- AB II für Kontrabassklarinette, Violoncello, Cymbalon, Schlagzeug, Klavier und Live-Elektronik (1996/1997)
- Contrapunktus für Klavier (1998/1999)
- Modell für vier Orchestergruppen (1999/2000)
- ...22,13... Musiktheater-Passion in drei Teilen (1999-2004)
- ...als... I für Bassklarinette, Violoncello und Klavier (2001)
- ...als... II für Kontrabassklarinette, Violoncello, Klavier und Live-Elektronik (2001)
- ...IN... für verstärkte Bassklarinette (2001)
- ...in ... （2002）
- ...zu... （2004）
- durch （2004-5）
- Asche für Ensemble (2005)
- durch für Ensemble (2005/2006)
- ...hoc... (2006)
- ...auf... III (2007) für Orchester
- iv3 für Klarinette solo (2007)
- üg für Orchester und Live-Elektronik (2008)
- hij für Orchester (2009)
- Wunderzaichen (Musiktheater, 2008-2014), UA: Oper Stuttgart, 2. März 2014.
- an für violine und orchester (2014–15)

## 論文
- Mark Andre, Du paradigme de complexité dans "l’Ars subtilior" mémoire de DEA à l'ENS, Paris, 1994.
- Computer-assisted Musical Composition and Creation of a Compositional Model, in: Mahnkopf, Claus-Steffen (Hg.): The Foundations of Contempary Composing (= New Music and Aesthetics in the 21st Century 3), Hofheim 2004, S. 159-164
- Concerning the Morphology of the Constituent Materials of "...IN...", for Amplified Bass Clarinet, in: Mahnkopf, Claus-Steffen / Cox, Frank / Schurig, Wolfram (Hg.): Musical Morphology (= New Music and Aesthetics in the 21st Century 2), Hofheim 2004, S. 22-33
- ...von Osten und von Westen, von Norden und von Süden... (für Helmut zum 70. Geburtstag),  in: Jahn, Hans-Peter (Hg.): auf (-) und zuhören. 14 essayistische Reflexionen über die Musik und die Person Helmut Lachenmanns, Hofheim 2005, S. 196-209